# Gérard van den Nieuwenhuysen
Gérard van den Nieuwenhuysen, mort le 24 février 1588 à Malines, est un industriel et fournisseur aux armées du XVIe siècle, fondeur d'artillerie du roi d'Espagne et directeur de la Fonderie royale de Malines.

## Biographie
Gérard van den Nieuwenhuysen est le fils d'Henrick van den Nieuwenhuysen, seigneur à Liezele, et de Willemijne van de Walle dite Campenhout.
Il succède en 1568 à son oncle Remi de Halut, vicomte de Bergues-Saint-Winoc, dans la direction de la fonderie royale d'armes de Malines. Remi de Hallut, ancien capitaine au régiment de Montmorency, avait pris la direction de la fonderie à la suite de son mariage avec Heylwige van den Nieuwenhuysen-Campfort, veuve de Hans Poppenruyter, ancien fondeur d'artillerie du roi et directeur de la fonderie royale sous Charles-Quint. Par dispositions testamentaires, la tante de Gérard van den Nieuwenhuysen avait fait de lui l'héritier de la maison et des installations de la fonderie. 
Également honoré du titre de fondeur royal comme ses oncles, Vanden Nieuwenhuysen eu une grande activité et développe grandement la fonderie. Fournisseur en pièces d'artilleries des armées royales dans les Pays-Bas espagnols, il a également d'importantes commandes de la part des cités brabançonnes et flamandes ou pour l'exportation. Les marchands d'Anvers achetaient ainsi à Malines des pièces en bronze ou en fonte de fer, et les expédiaient en Espagne, au Portugal, en Italie, en Sicile], dans le duché de Parme ou bien en Angleterre. Les pièces qu'il produit porte la Beaucoup de pièces portent généralement l'inscription « Gerard Vanden Nieuvpenhuysen » ou « Gerardus de Novodomo ».

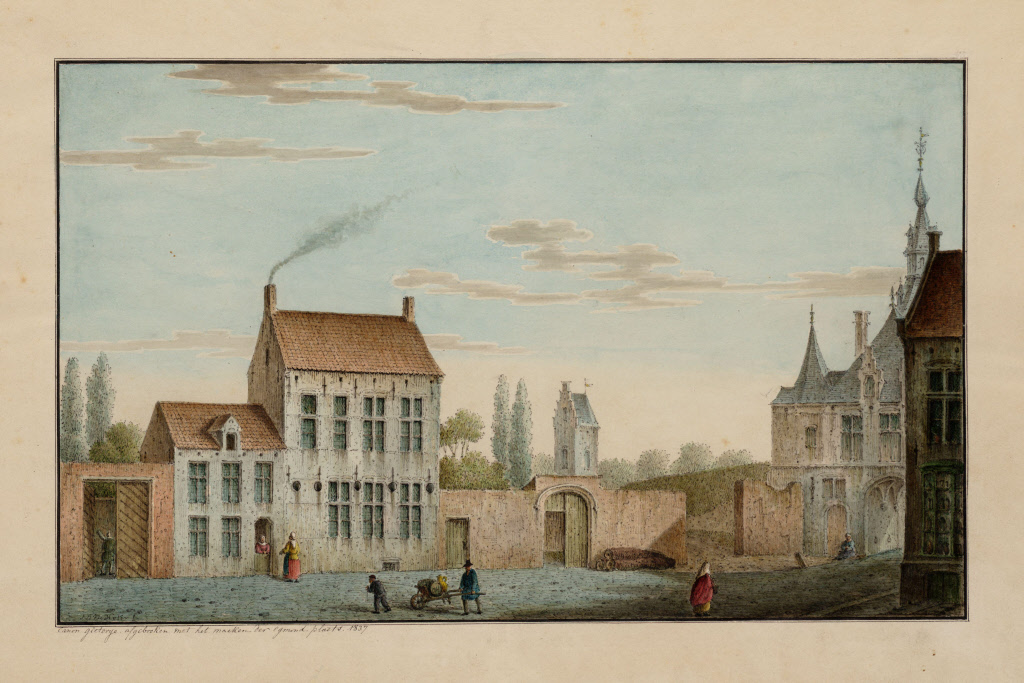
Fonderie royale de Malines
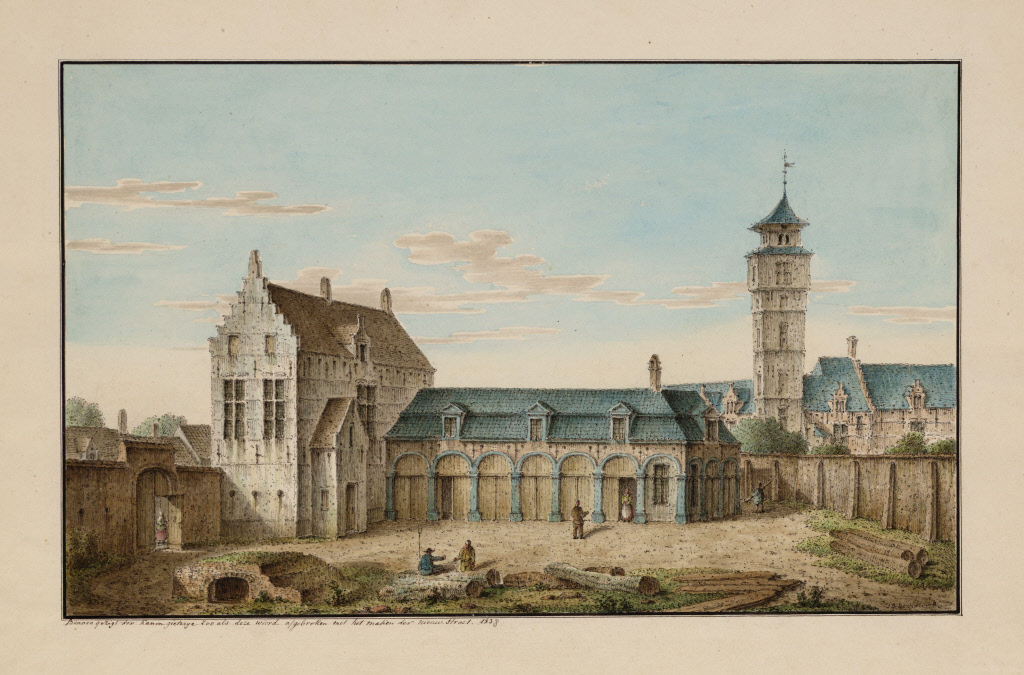
Fonderie royale de Malines, avec en vue de fond l'Hospice Sainte-Hedwidge, dite de la Putterie.
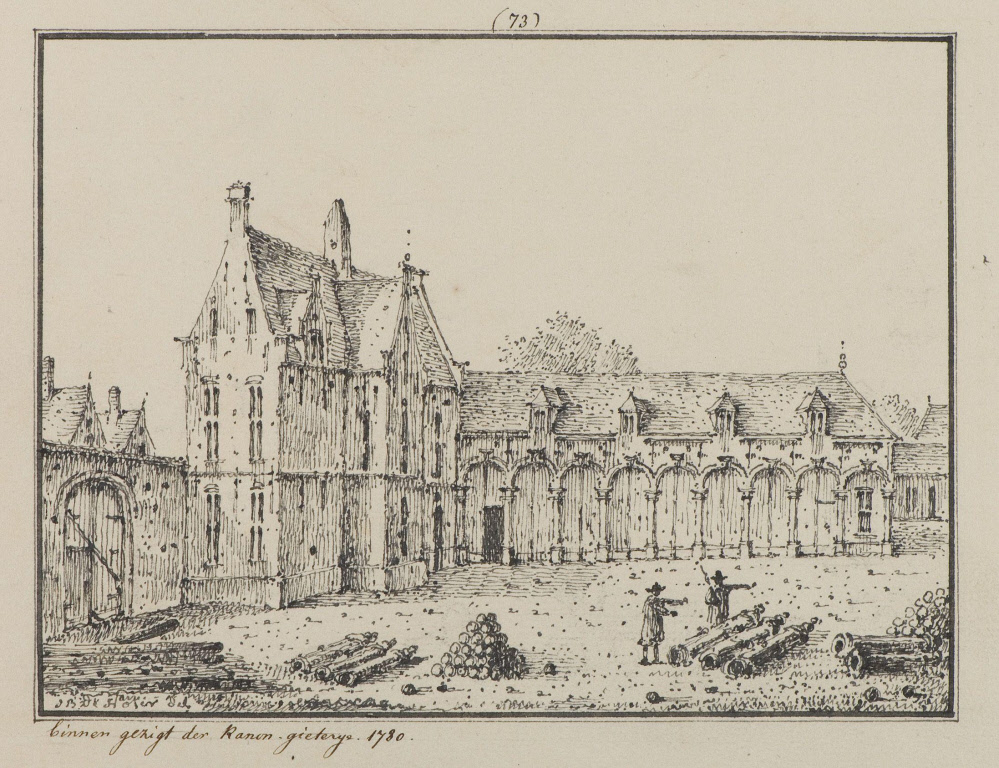
Fonderie royale de Malines

Profondément attaché au catholicisme, il cache dans sa propriété, lors du sac de Malines par les Gueux en 1572, les trésors de sa paroisse afin de les protéger.
Il devient proviseur de l'Hospice Sainte-Hedwidge, dite de la Putterie, à Malines, qu'avait fondée sa tante.
Il accroit l'important patrimoine dont il a hérité par l'acquisition de plusieurs terres et biens mobiliers. 
Il meurt le 24 février 1588. Il est inhumé dans la chapelle Sainte-Croix de l'église Notre-Dame-au-delà-de-la-Dyle.
Il avait épousé Jeanne Suls (-1611), fille de Willem Suls, seigneur de Mortsel, écoutète d'Heist-op-den-Berg, et de Jeanne van der Heyden (remarié au fondeur de canon de Malines Cornelis Pastenaex). Leur fils, Gaspard van den Nieuwenhuysen (-1626), marié à Marie van Overbeke (veuve de Georges vander Strepen, secrétaire de la ville de Bruxelles), lui succédera à la tête de la fonderie royale - qui devient sa propriété particulière - et dans le titre de fondeur royal.

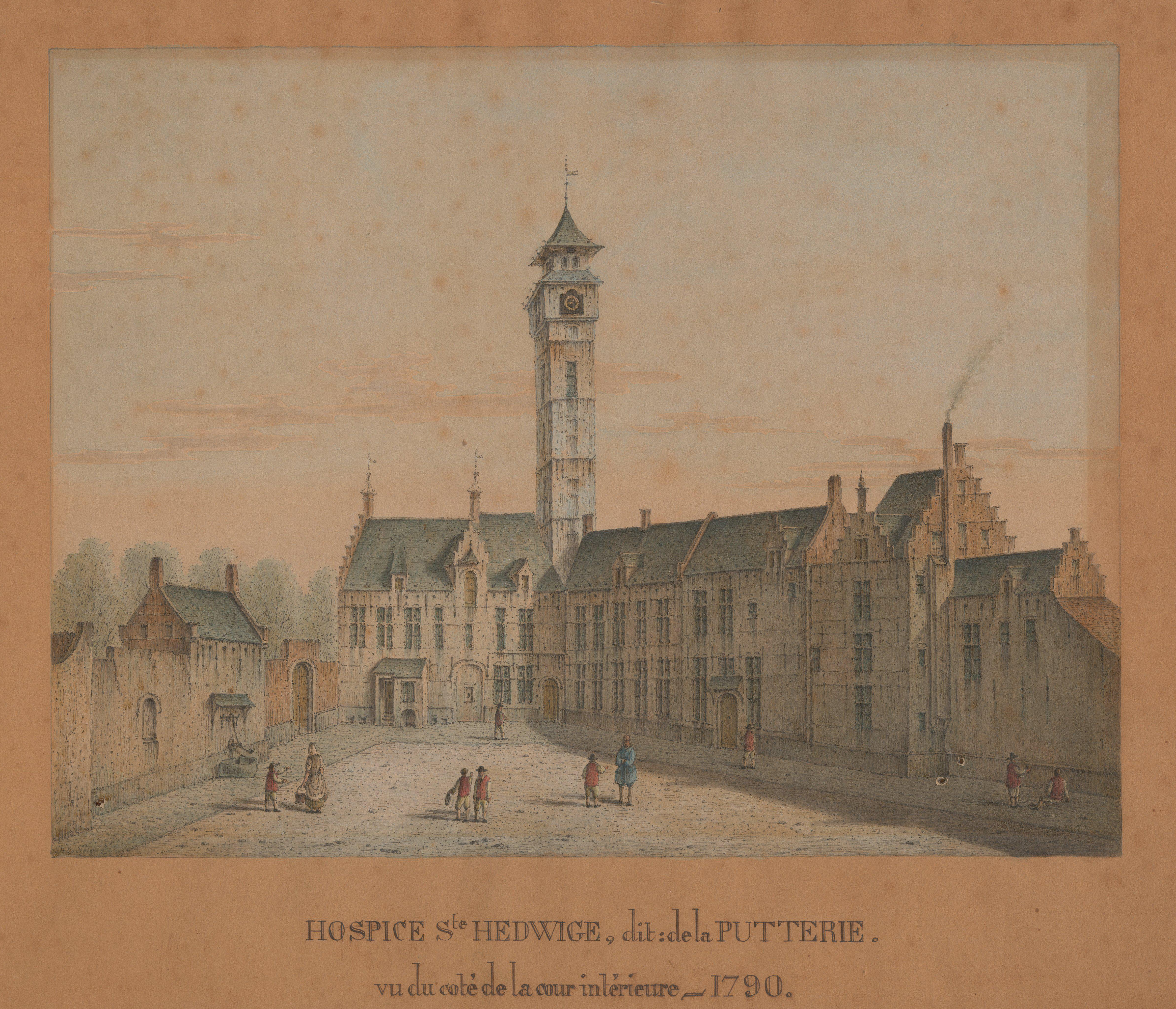
L'Hospice Sainte-Hedwidge, dite de la Putterie, à Malines, fondée par sa tante et dont est le proviseur.
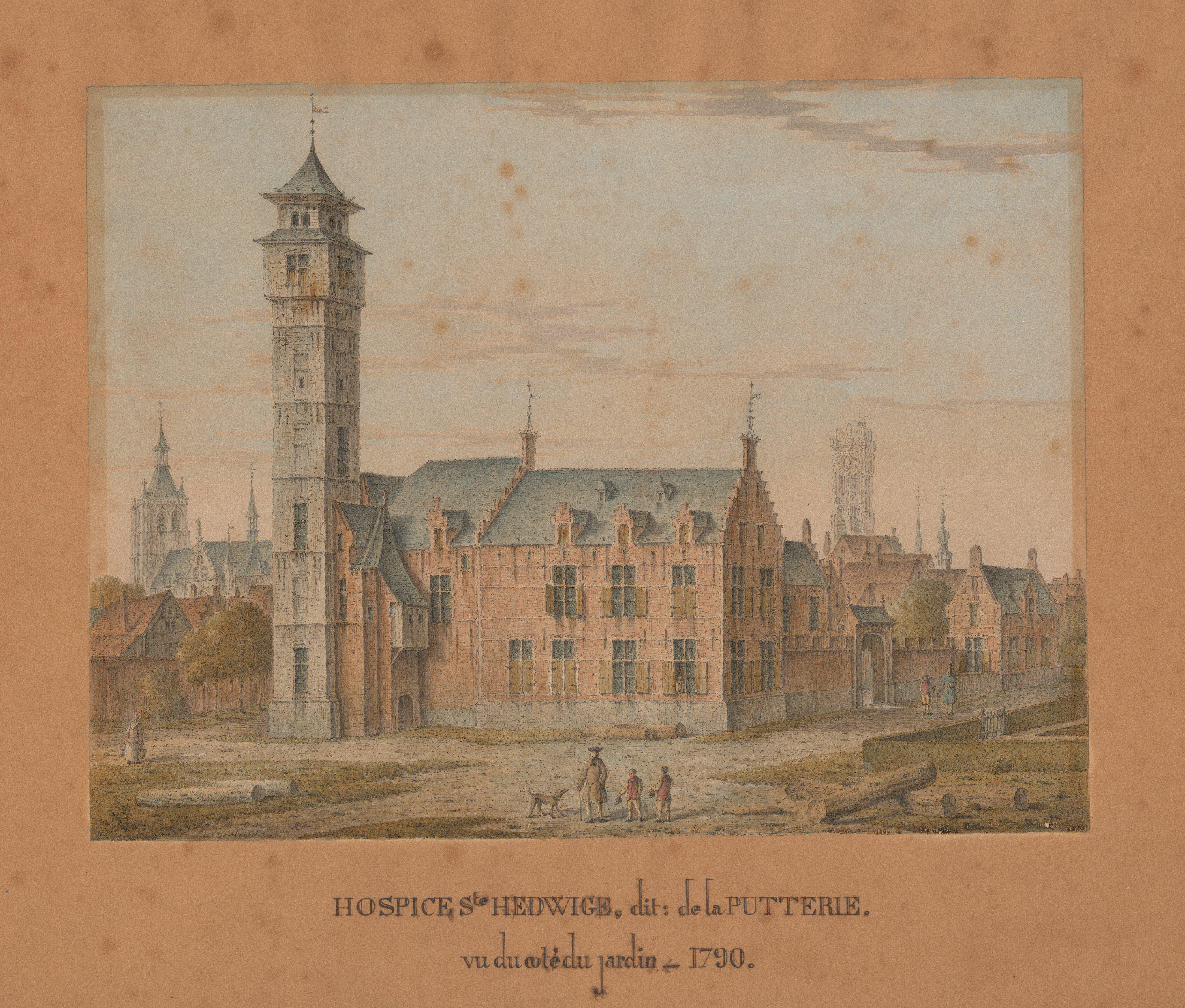
L'Hospice Sainte-Hedwidge, dite de la Putterie, à Malines, fondée par sa tante et dont est le proviseur.